# Natàlia Xàpoixnikova
Natàlia Xàpoixnikova (en rus Наталья Витальевна Шапошникова) (Rostov del Don, Unió Soviètica 1961) és una gimnasta artística russa, ja retirada, que aconseguí guanyar quatre medalles olímpiques.

## Biografia
Va néixer el 24 de juny de 1961 a la ciutat de Rostov del Don, població situada a l'óblast de Rostov, que en aquells moments formava part de la República Socialista Federada Soviètica de Rússia (Unió Soviètica) i que avui dia forma part de la Federació russa. Es casà amb el també gimnasta Pàvel Sut.

## Carrera esportiva
Va participar, als 19 anys, als Jocs Olímpics d'Estiu de 1980 realitzats a Moscou (Unió Soviètica), on aconseguí guanyar la medalla d'or en el concurs complet (per equips) i en la prova de salt sobre cavall, a més de les medalles de bronze en les proves de barra d'equilibris i exercici de terra, aquesta última compartida amb l'alemanya Maxi Gnauck. Així mateix finalitzà quarta en el concurs complet (individual), aconseguint així un diploma olímpic.
Al llarg de la seva carrera guanyà tres medalles en el Campionat del Món de gimnàstica artística, una d'elles d'or, i quatre medalles en el Campionat d'Europa de l'especialiatat, entre elles una medalla d'or.